# Mantîn, Mlîniv
Mantîn (în ucraineană Мантин) este un sat în comuna Mali Dorohostaii din raionul Mlîniv, regiunea Rivne, Ucraina.

## Demografie
Componența lingvistică a localității Mantîn
     Ucraineană (100%)
Conform recensământului din 2001, toată populația localității Mantîn era vorbitoare de ucraineană (100%).